# Грб Уганде
Грб Уганде је званични хералдички симбол афричке државе Републике Уганде. Грб је усвојен 1962. године.

## Опис
Грб се састоји од штита, два укрштена копља и земљане плоче. Штит и копља представљају вољу народа Уганде да брани своју земљу. Штит је подељен у два поља. Горње поље, испуњено плаво-белим линијама симболизује таласе Викторијиног језера. Сунце у средини симбол је великог броја сунчаних дана у Уганди током године. Традиционални бубањ представља плес и окупљање људи на забавама и обредима.
Штит на десној страни придржава паун из породице краљевских пауна, који је уједно и национални симбол Уганде. На левој страни налази се угандска коб антилопа, врста коб антилопа које чине значајан део фауне Уганде.
Штит стоји на зеленој земљаној плочи, која представља плодно тло. Према штиту тече река која симболизује реку Нил. С обе стране реке налазе се биљке кафе и памука. Испод тога стоји државно гесло „За Бога и моју земљу“.